# El Jurament reial en el Principat de Catalunya

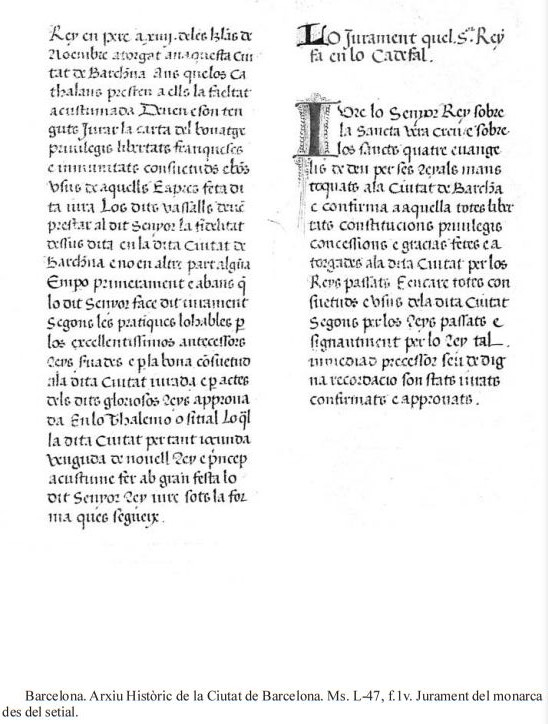
Jurament del monarcha des del setial

En el Principat de Catalunya (s.XIII-XVIII) amb el jurament de lleialtat de les noves societats jurisdiccionals s'afirmava i garantia un ordre de legalitat basat en els vincles de naturalesa que sorgeixen pel mer naixement o per la residencia. Aquests vincles polítics, formulats en normes publiques i objectives, s'establien entre el titular del poder públic (rei, baró, municipi, oficial, etc.) i aquells naturals del Principat que residien en la corresponent circumscripció administrativa (principat, baronia, municipi, districte, etc.). Ara, el poder públic i objectiu obligava a observar l’imperi del dret, d’un dret català que, en el seu nivell general, es pactava i es constituïa de manera legal en el si de les Corts catalanes (Capítols de Cort i Constitucions), on es celebrava periòdicament aquest pacte legislatiu entre el rei i els estaments catalans (eclesiàstics, nobles i ciutadans).

## Llibre de juraments
A l'Arxiu Històric de la Ciutat de Barcelona (IMH, signatura Ms.47) es conserva el manuscrit Rúbrica de juraments antics. Forma i pràctica de celebrar els juraments i les eleccions a la ciutat de Barcelona en el segle XV. La primera part conté la fórmula del jurament del rei, dels oficials del rei i dels oficials municipals.
La cerimònia se celebrava a la ciutat de Barcelona. Des d’una perspectiva jurídica àmplia, es pot dir que ens trobem davant d’un acord racional, l’acceptació del dret propi, entre l’autoritat suprema de la comunitat i els representants dels estaments que la integren.

## Efecte jurídic-polític
A través del jurament es confirmava la lleialtat recíproca que vinculava el rei i el regnum, lleialtat que en última instància es podia interpretar com un pacte. Les idees contractuals entre els súbdits i la monarquia eren presents en gairebé tots els regnes europeus. A Catalunya es recollí aquesta idea, com a altres llocs d’Europa.
En conseqüència, en el Principat de Catalunya, el príncep: a) no podia legislar (constitucions o actes de cort) sense els estaments; b) no podia fer pragmàtiques ni altres normes en contra de les constitucions generals; c) estava controlat en la seva actuació per mecanismes institucionals Constitució de l’Observança per la defensa del dret propi.